# Gordon (slaaf)
Gordon (rond 1850, Lyons Plantage, Louisiana, Verenigde Staten – 20 juli, 1907), ook wel bekend als "Whipped Peter" (Nederlands: Gegeselde Peter), was een ontsnapte Amerikaanse slaafgemaakte. Gordon werd bekend door een foto die van hem werd gemaakt in 1863 waarop keloïde littekens op zijn rug te zien waren die waren veroorzaakt door zweepslagen. Deze foto werd een van de meest verspreide foto's van de abolitionistische beweging tijdens de Amerikaanse Burgeroorlog.

## Ontsnapping

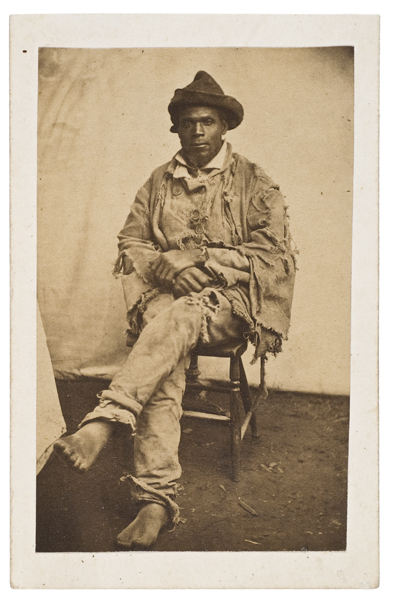
Gordon in 1863, net nadat hij een kamp van het leger van de Unie in Baton Rouge, Louisiana had bereikt.

Gordon ontsnapte in maart 1863 uit de plantage van John en Bridget Lyons in Louisiana. Volgens de volkstelling van 1860 woonden er op dat moment veertig slaafgemaakten op deze plantage. De plantage van Lyon was gelegen langs de westelijke oever van de Atchafalaya-rivier in St. Landry Parish, tussen het huidige Melville en Krotz Springs, Louisiana.
Om zijn lichaamsgeur te maskeren voor de bloedhonden die hem achtervolgden, had Gorden uien in zijn zakken gestopt. Na het oversteken van kreken en moerassen, wreef hij zijn lichaam opnieuw in met de uien om zijn lichaamsgeur te maskeren. In tien dagen tijd legde hij meer dan 64 kilometer af. Na zijn tocht bereikte hij Baton Rouge waar Union-soldaten van het XIX Corps waren gestationeerd.

## Aankomst in het Union kamp
De in New Orleans gevestigde fotografen William D. McPherson en zijn partner, de heer Oliver, waren op dat moment in het kamp aanwezig en maakten carte de visite-foto's van de rug van Gordon tijdens een medisch onderzoek.

Tijdens het onderzoek zei Gordon:
Tien dagen geleden verliet ik de plantage. Opzichter Artayou Carrier had me geslagen met een zweep. Mijn meester was niet aanwezig. Ik kan mij de geseling niet herinneren. Ik lag twee maanden lang met pijn in bed van de geselingen en ik raakte mijn verstand kwijt - ik werd gek. Ik heb geprobeerd iedereen neer te schieten, hebben ze mij verteld. Ik weet het niet. Ik heb geen idee of ik iedereen heb geprobeerd neer te schieten, ze hebben het me verteld. Ik heb al mijn kleding verbrand, maar ik kan mij dat niet herinneren. Ik was nooit eerder zoals nu. Ik weet niet wat er met mij is gebeurd. Mijn meester kwam naar me toe nadat ik was geslagen, hij zag me in bed liggen en stuurde de opzichter weg. Ze zeiden dat ik had geprobeerd mijn vrouw neer te schieten. Ten eerste, ik heb niemand neergeschoten, ik heb niemand pijn gedaan. Mijn meester Kapitein John Lyon, eigenaar van de katoenplantage, Atchafalya, nabij Washington, Louisiana, geselde mij twee maanden voor Kerstmis.
Dr. Samuel Knapp Towle, chirurg van het 30th Regiment of Massachusetts Volunteers, schreef in een brief over zijn ontmoeting met Gordon. Hij had verwacht dat hij venijnig zou zijn vanwege de zweeplittekens op zijn rug. In plaats daarvan zei Towle dat Gorden intelligent leek en goed gedrag vertoonde. Andere artsen, zoals JW Mercer, assistent chirurg van het 47th Massachusetts Volunteers en een chirurg van het First Louisiana regiment zeiden dat ze in 1863 veel mensen hadden gezien met dergelijke littekens op hun rug. Volgens hen spraken velen over de humane behandeling van zwarten, maar vertelde de foto van Gordon's rug het ware verhaal.

## Dienst in het leger van de Union Army

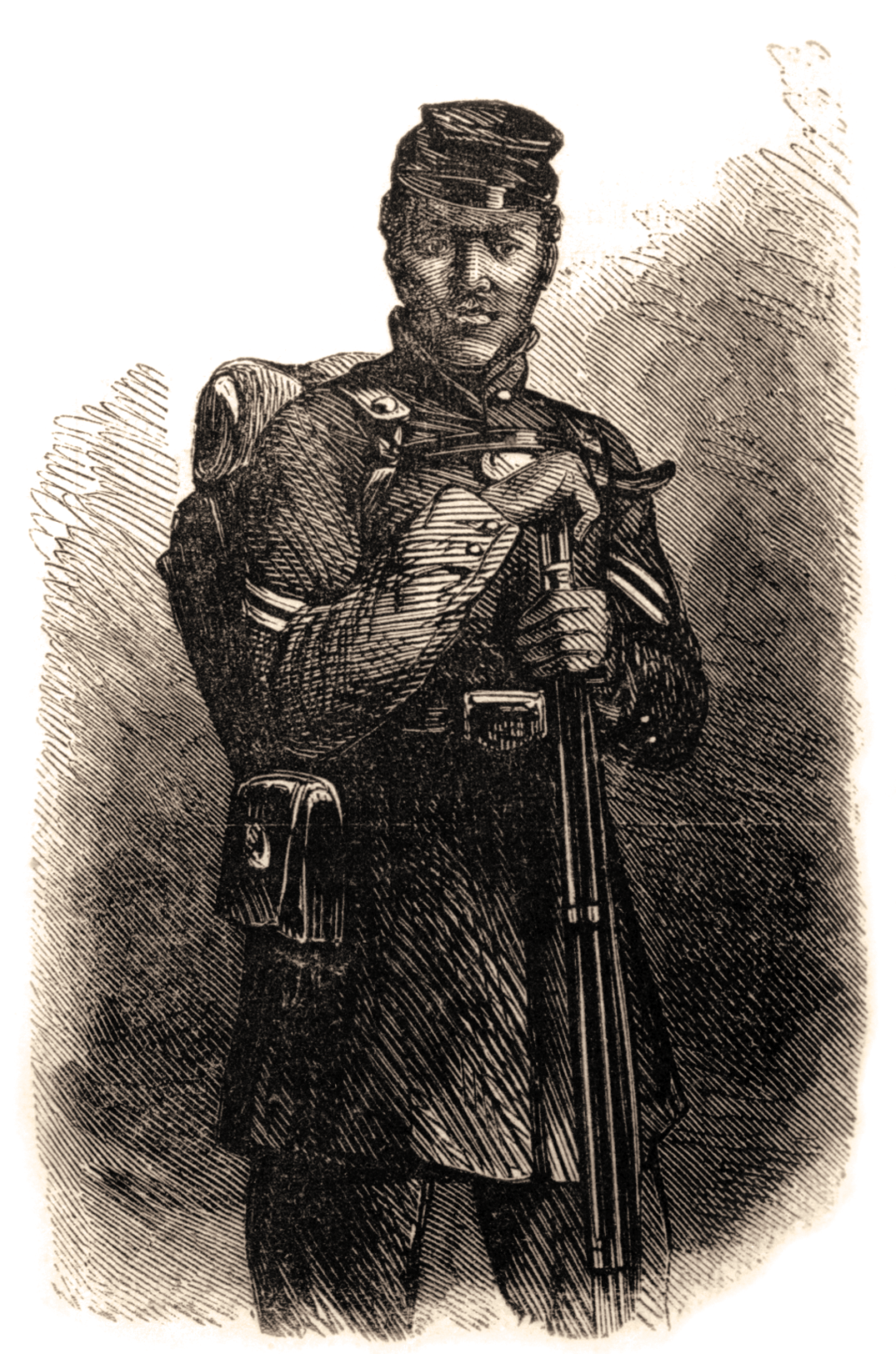
De derde illustratie in het artikel van Harper's Weekly, met als onderschrift 'Gordon in zijn uniform als Amerikaanse soldaat'. Er zijn geen kopieën bekend van een foto waarop de illustratie zou kunnen zijn gebaseerd.

Drie maanden nadat de emancipatieproclamatie de inschrijving van vrijgelaten slaven in de strijdkrachten toestond, trad Gordon toe tot het leger van de Unie. Tijdens een expeditie werd hij gevangen genomen door de Zuidelijken; ze bonden hem vast, sloegen hem en lieten hem voor dood achter. Hij overleefde en ontsnapte opnieuw naar de linies van de Unie.
Gordon meldde zich kort daarna bij een eenheid van de US Coloured Troops Civil War. Volgens The Liberator zou hij dapper hebben gevochten als sergeant in de Louisiana Native Guard tijdens het beleg van Port Hudson in mei 1863. Het was de eerste keer dat Afro-Amerikaanse soldaten een leidende rol speelden bij een aanval.

## Reacties op littekens op zijn rug
In juli 1863 verschenen de foto's in een artikel over Gordon gepubliceerd in Harper's Weekly, het meest gelezen tijdschrift tijdens de Burgeroorlog . De foto's van Gordons gegeselde rug boden Noorderlingen visueel bewijs van de wrede behandeling van slaafgemaakten en inspireerden veel vrije zwarten om dienst te nemen in het leger van de Unie .
Joan Paulson Gage, schrijver van de New York Times, merkte in 2013 op: "De beelden van de geketende Wilson Chinn zijn, net zoals die van Gordon en zijn met littekens bedekte rug, vandaag de dag net zo verontrustend als in 1863. Ze dienen als twee van de vroegste en meest dramatische voorbeelden van hoe het opkomende medium fotografie de loop van de geschiedenis zou kunnen veranderen."
De meeste historici onderschrijven het artikel in Harper's Weekly uit 1863 dat bestond uit een drieluik van illustraties (zogezegd allemaal foto's van Gordon) en een verhaal waarin Gordons ontsnapping uit de slavernij en dienstneming in het leger van de Unie werd beschreven. Echter, het verhaal is waarschijnlijk verzonnen door Vincent Colyer, en Gordon en "Whipped Peter" zijn waarschijnlijk twee verschillende mensen.
Theodore Tilton, redacteur van The Independent in New York verklaarde in 1863: "Deze foto zou met honderdduizend moeten worden vermenigvuldigd en verspreid moeten worden over alle Staten. Het vertelt het verhaal op een manier dat zelfs mevrouw Stowe niet kan benaderen; omdat het beeld op het netvlies brandt. Als zien geloven is - en dat is in de overgrote meerderheid van de gevallen - zou het zien van deze foto gelijk staan aan het geloven van dingen uit de slavenstaten die Noordelijke mannen en vrouwen hemel en aarde zou moeten laten bewegen om ze af te schaffen!"

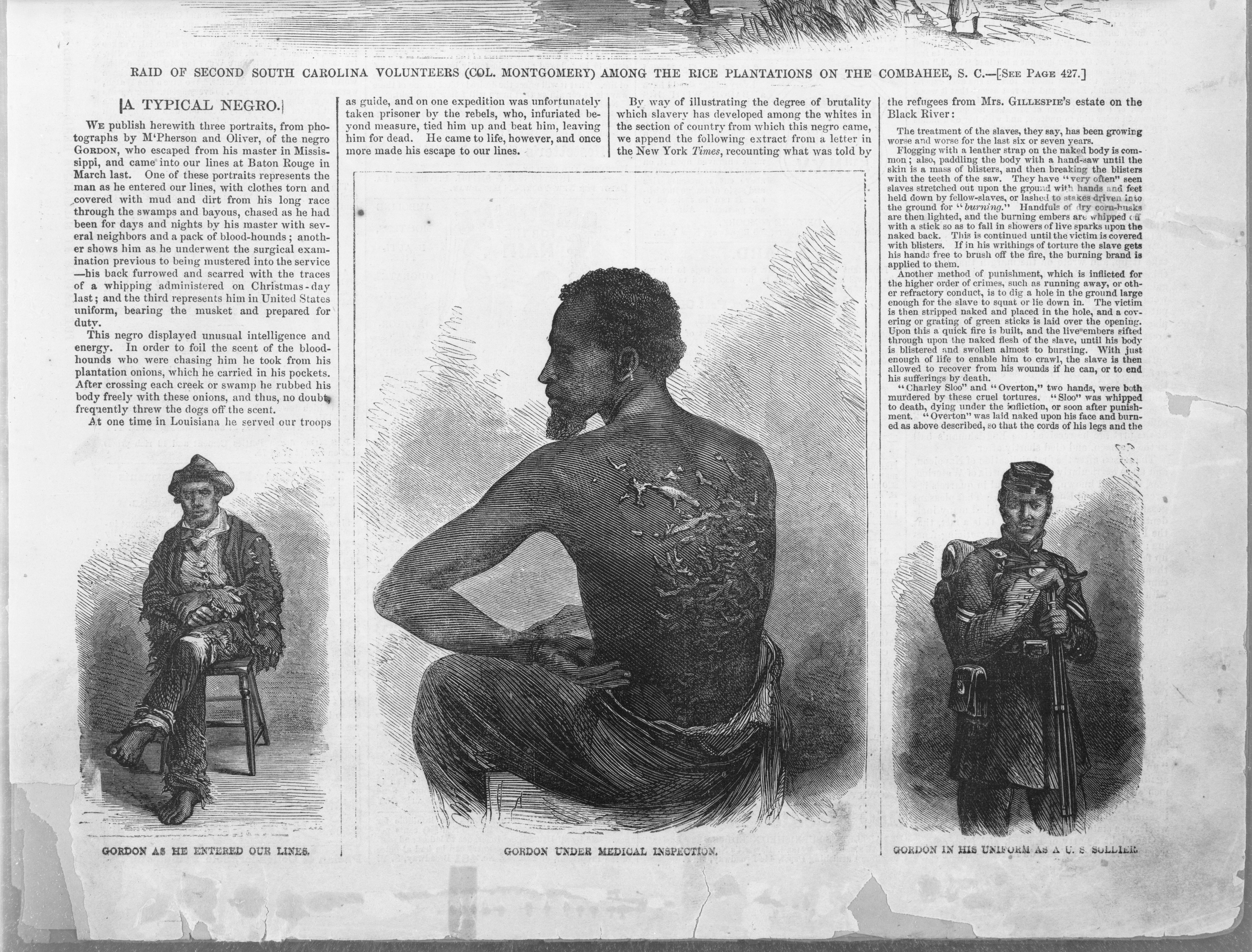
Artikel in Harper's Weekly 1863

De hoofdredacteur van The Atlantic, James Bennet, merkte in 2011 op: "Een deel van de ongelooflijke kracht van dit beeld is volgens mij de waardigheid van die man. Hij poseert. Zijn uitdrukking is bijna onverschillig. Dat vind ik gewoon opmerkelijk. Hij zegt eigenlijk: 'Dit is de waarheid.'"

## In de populaire cultuur
- In de film Lincoln uit 2012 bekijkt Tad, de zoon van Abraham Lincoln, bij kaarslicht een glasplaat van Gordons medische onderzoeksfoto.[20]
- De Amerikaanse kunstenaar Arthur Jafa herschiep het iconische beeld van Gordon als een sculptuur met de titel Ex-Slave Gordon (2017). Het werk is gemaakt van vacuümgevormd plastic en toont Gordons rug vanaf zijn middel.[21]
- Emancipation, een film uit 2022 gebaseerd op Gordons ontsnapping, met in de hoofdrol Will Smith en geregisseerd door Antoine Fuqua, ging in 2021 in productie en was vanaf 9 december 2022 te zien op de streamingdienst Apple TV+.[22]

## Galerij

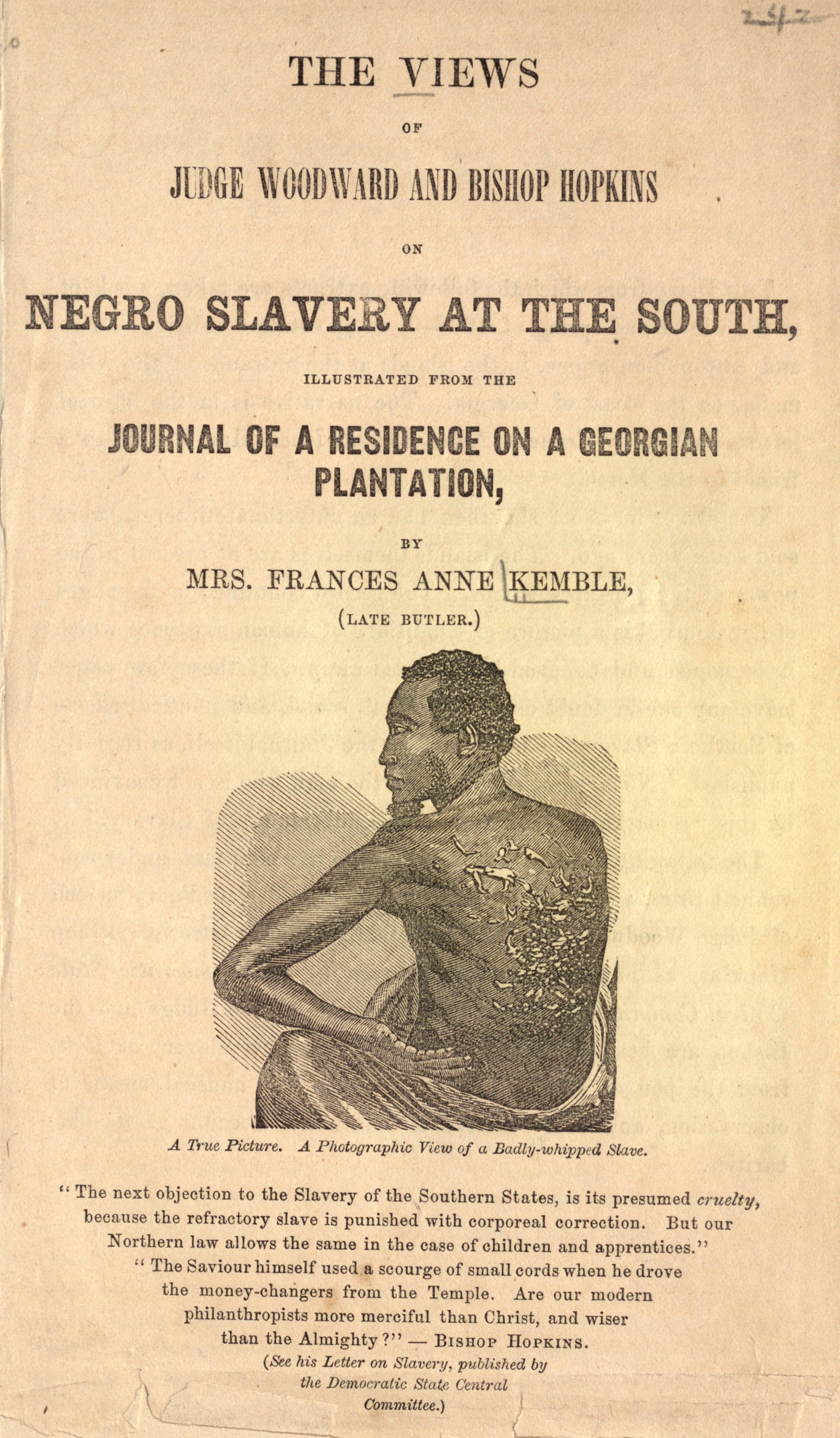
Titelpagina van een anti-slavernijboek uit 1863
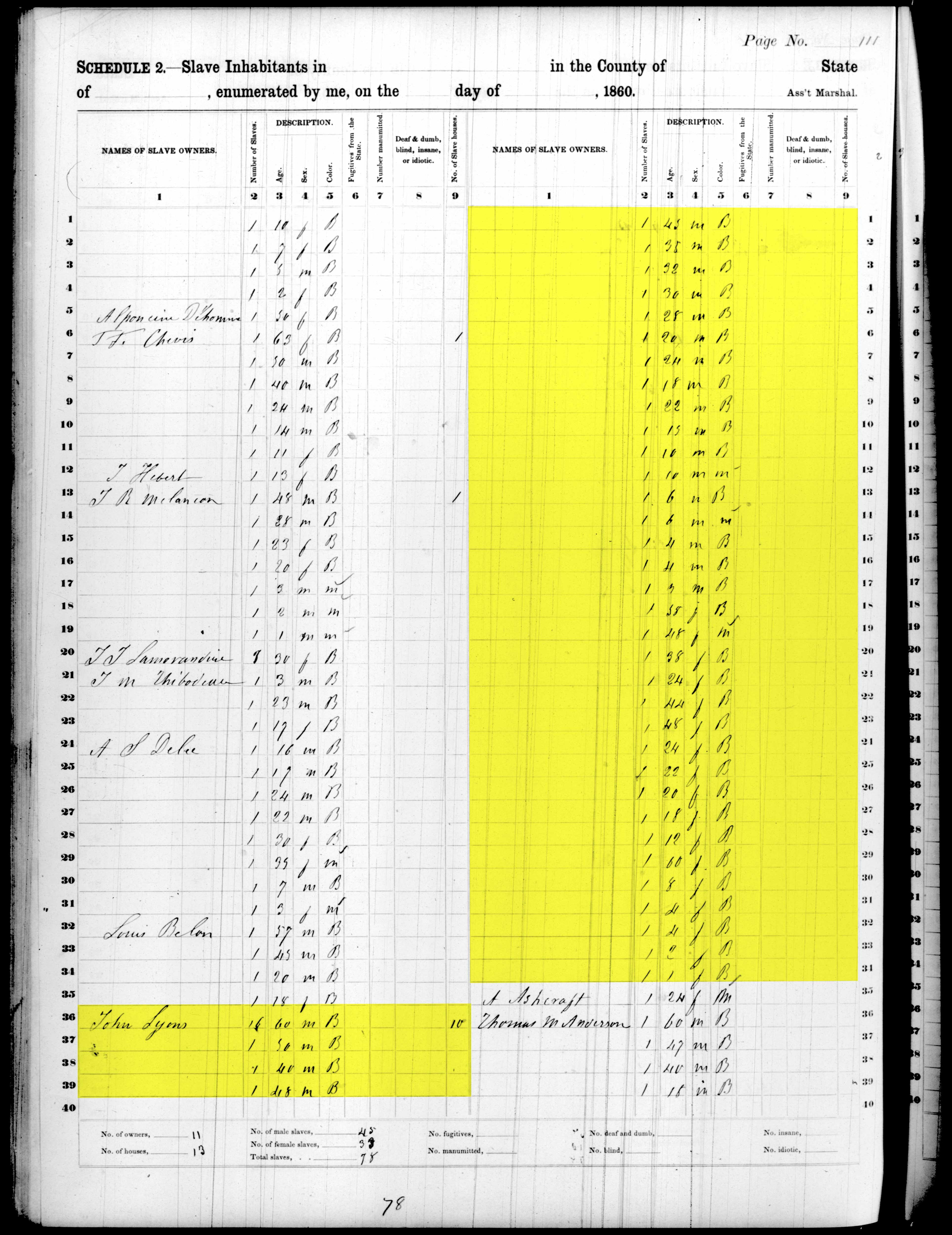
1860 Census uit 1860 met daarin slaafgemaakten die eigendom zijn van John Lyons. Gordon is waarschijnlijk een van de volwassen mannelijke slaven die hier op leeftijd worden vermeld.